# Diheteropogon
Diheteropogon  (Hack.) Stapf é um género botânico pertencente à família Poaceae, subfamília Panicoideae, tribo Andropogoneae.
Suas espécies ocorrem na África.

## Espécies
- Diheteropogon amplectens (Nees) Clayton
- Diheteropogon buchneri (Hack.) Stapf
- Diheteropogon emarginatus (De Wild.) Robyns
- Diheteropogon filifolius (Nees) Clayton
- Diheteropogon grandiflorus (Hack.) Stapf
- Diheteropogon hagerupii Hitchc.
- Diheteropogon kindunduensis (Vanderyst) Lebrun
- Diheteropogon maximus C.E. Hubb.
- Diheteropogon microterus Clayton